# Lista siturilor arheologice din județul Sibiu - N
Lista siturilor arheologice din județul Sibiu - N conține toate siturile arheologice din județul Sibiu înscrise în Repertoriul Arheologic Național (RAN) și aflate în localități al căror nume începe cu litera N. RAN este administrat de Ministerul Culturii și Patrimoniului Național și cuprinde date științifice, cartografice, topografice, imagini și planuri, precum și orice alte informații privitoare la zonele cu potențial arheologic, studiate sau nu, încă existente sau dispărute.
Puteți căuta un sit din localitățile care încep cu litera N folosind formularul de mai jos sau puteți naviga prin toate siturile din județ la Lista siturilor arheologice din județul Sibiu.
| Cod RAN                                    | Denumire | Localitate                    | Adresă | Datare | Descoperit | Coordonate                                              | Imagine           | Erori            |
| ------------------------------------------ | --- | ----------------------------- | ------ | --- | ---------- | ------------------------------------------------------- | ----------------- | ---------------- |
| 145159.01.01                               | Așezarea din epoca migrațiilor de la Nocrich / ansamblu anonim (Categorie: locuire civilă) (Tip: Așezare rurală)                            | sat Nocrich, comuna Nocrich   |        | |            |                                                         | Încărcați imagine | Raportați eroare |
| 144688.01.01                               | Așezarea de la Netuș / ansamblu anonim (Categorie: locuire civilă) (Tip: așezare)                                                           | sat Netuș, comuna Iacobeni    |        | |            |                                                         | Încărcați imagine | Raportați eroare |
| 144688.01.02                               | Așezarea de la Netuș / ansamblu anonim (Categorie: locuire civilă) (Tip: Mormânt)                                                           | sat Netuș, comuna Iacobeni    |        | |            |                                                         | Încărcați imagine | Raportați eroare |
| 145131.01.01                               | Biserica de la Nemșa / ansamblu Biserica fostă "Sf. Ioan" (Categorie: structură de cult/religioasă) (Tip: Biserică)                         | sat Nemșa, comuna Moșna       | 199    | sf. sec. XIV - înc. sec. XV; restuarată nava - 1733, 1798 bolțile; înc. Sec. XVI - incintă de ziduri - turn 1869 |            |                                                         | Încărcați imagine | Raportați eroare |
| 144688.02.01 (Cod LMI: SB-II-m-A-12402.02) | Ansamblul bisericii evanghelice fortificate de la Iacobeni / ansamblu Ruinele cetății sătești (Categorie: locuire) (Tip: Cetate sătească)   | sat Netuș, comuna Iacobeni    | 231    | sec. XVI |            |                                                         | Încărcați imagine | Raportați eroare |
| 144688.02.02 (Cod LMI: SB-II-m-A-12402.01) | Ansamblul bisericii evanghelice fortificate de la Iacobeni / ansamblu Biserica fortificată cu turn (Categorie: locuire) (Tip: Biserică)     | sat Netuș, comuna Iacobeni    | 231    | mijl. sec. XV - XVI, fortificată prin construcția turnului 1505 - 1506                                           |            |                                                         | Încărcați imagine | Raportați eroare |
| 145159.02.01 (Cod LMI: SB-II-a-B-12480)    | Ansamblul bisericii evanghelice fortificate de la Nocrich / ansamblu Ruinele cetății sătești (Categorie: locuire) (Tip: Cetate sătească)    | sat Nocrich, comuna Nocrich   | 158    | înc. sec. XVI |            | 45°53′45″N 24°27′17″E / 45.8958333333°N 24.4547222222°E | Încărcați imagine | Raportați eroare |
| 144777.01.01                               | Biserica în stil gotic de la Nou Săsesc / ansamblu Biserica fostă "Sf. Ecaterina" (Categorie: structură de cult/religioasă) (Tip: Biserică) | sat Nou Săsesc, comuna Laslea | 208    | sf. sec. XIV - XV; refacere sec. XVIII - XIX                                                                     |            |                                                         | Încărcați imagine | Raportați eroare |
| 145453.01.01                               | Biserica luterană de la Nou / ansamblu anonim (Categorie: edificiu de cult) (Tip: bazilică)                                                 | sat Nou, comuna Roșia         |        | mijlocul sec. al XIII-lea                                                                                        |            |                                                         | Încărcați imagine | Raportați eroare |